# Султанат Хобьо
Султанат Хобьо (сомал. Saldanadda Hobyo, араб. سلطنة هوبيو‎) — государство, существовавшее на Сомалийском полуострове со второй половины XIX века по первую четверть XX века.

В 1860-х годах Юсуф Али Кенадид попытался отнять власть в султанате Маджиртин у своего двоюродного брата Бокор Осман Махамууда. После пяти лет борьбы Кенадид был вынужден бежать на Аравийский полуостров, но десять лет спустя вернулся с отрядом наёмников, и свергнув власть клана хавийя, создал на землях клана султанат Хобьо. В 1888 году Кенадид подписал с Италией договор о протекторате, что обезопасило его от вторжений других европейских держав, и позволило сосредоточиться на борьбе против султаната Маджиртин, а также против султана Занзибара (из-за прибрежного региона Варшейх).
Отношения между Кенадидом и Италией ухудшились в 1920 годах, когда султан отказался удовлетворить требование Италии позволить британским войскам высадиться на территории султаната для атаки Государства дервишей. В 1923 году в Итальянское Сомали прибыл новый губернатор — Чезаре Мария Де Векки. В то время Италия непосредственно управляла лишь прибрежным районом Бенадир, и Де Векки решил расширить итальянскую колониальную империю. С этой целью он превратил колониальную милицию в армию, и отправил в 1924 году разведывательную миссию на территорию султанатов (несмотря на наличие договоров, итальянцы имели мало сведений о географии формально подвластных им земель). Так как султанаты отказались разоружиться, в октябре 1925 года итальянские войска вторглись в Хобьо и в течение месяца захватили его, однако в ноябре один из султанских военачальников — Омар Саматар — собрал дополнительные войска и вторгся на территорию султаната, что привело к широкомасштабному народному восстанию. Итальянцы были изгнаны, Омар Саматар стал народным героем и восстание перекинулось за границы султаната.
Чтобы переломить ситуацию, в Сомали были посланы итальянские колониальные войска из Эритреи, которые подчинялись непосредственно Риму (Де Векки потерял доверие столицы). Рассматривались даже варианты восстановления Кенадида (вывезенного итальянцами в Могадишо) на троне. Однако Де Векки, используя классическую тактику «разделяй и властвуй», сумел расколоть восставшие кланы, и в декабре 1925 года итальянские войска вынудили Омара Саматара очистить Хобьо и уйти в Западное Сомали. Хобьо превратился из султаната в административный регион.